# Simone Wagner

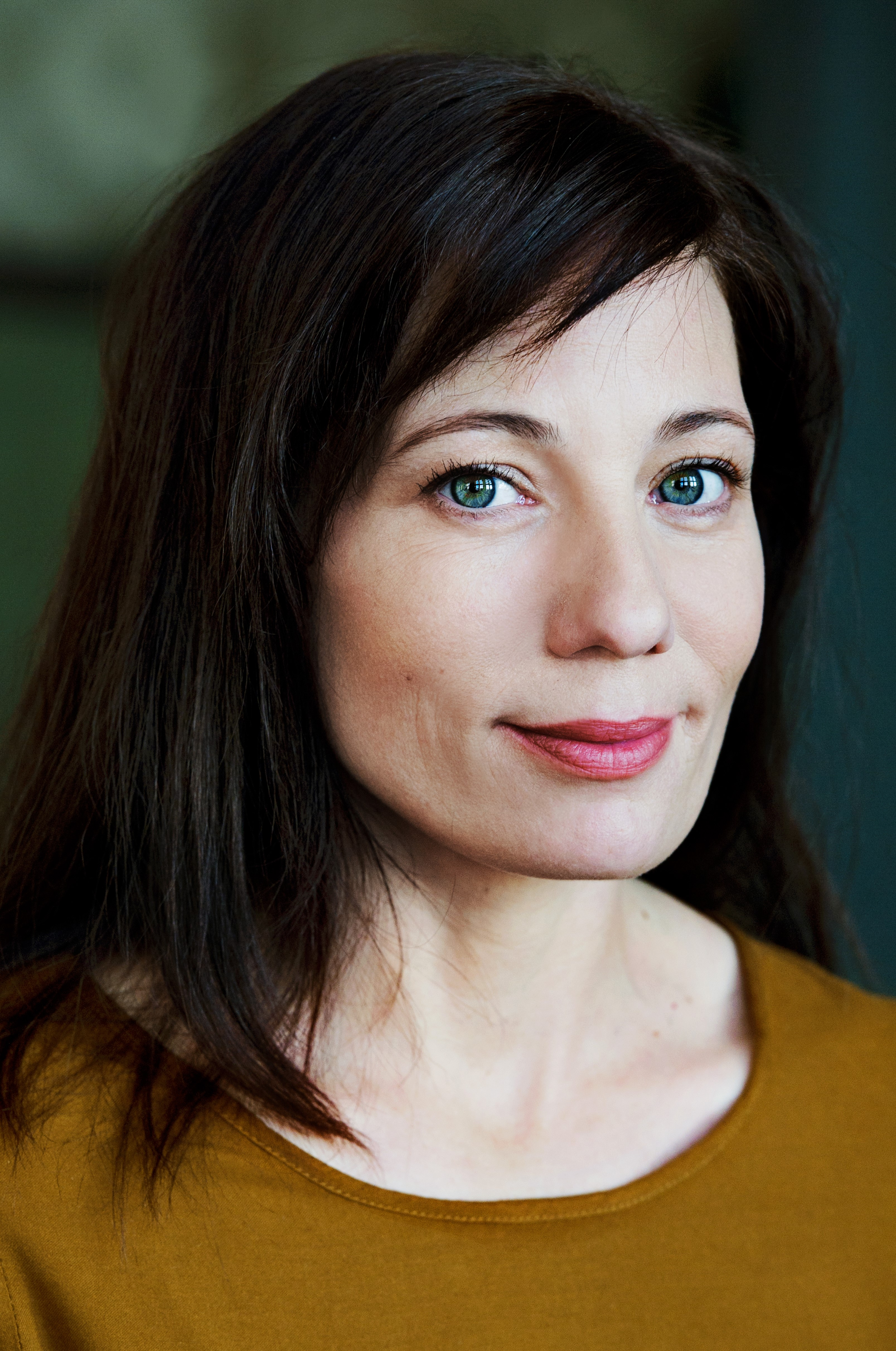
Simone Wagner

Simone Wagner (* 8. September 1975 in Aschaffenburg) ist eine deutsche Schauspielerin, Drehbuchautorin und Vorstandsmitglied im Bundesverband Schauspiel (BFFS).

## Leben
Wagner wuchs als älteste von drei Geschwistern in Unterfranken auf. Sie lebt heute noch dort. Sie ist verheiratet und Mutter einer Tochter.

## Ausbildung
Von 1993 bis 1996 besuchte Wagner die Actor`s Company in Aschaffenburg und schloss diese als staatlich anerkannte Schauspielerin ab. Nach einem längeren Auslandsaufenthalt in Spanien trat Wagner in zahlreichen Kurzfilmen auf. 2001 absolvierte sie zusätzlich im Funkhaus Aschaffenburg des Bayerischen Rundfunks ein Volontariat zur Funk- und Printmedien Redakteurin. Das Bühnendebüt folgte 2001 im Tournee-Theater Gruseldinner in Darmstadt, dem sie bis 2015 angehörte und von 2010 bis 2015 auch Regie führte. Es folgten mehrere Theaterengagements unter anderem im Jugendtheater Rastatt, im Stadttheater Aschaffenburg und in den Mainzer Kammerspielen.
Seit 2005 arbeitet Wagner als Dozentin an der Wiesbadener Jugend-Schauspielschule und bei als Coach und Dozentin.
Seit 2011 ist sie auch Drehbuchautorin tätig. 2013 folgte unter ihrer gegründeten Produktionsfirma PUCK Films der Kurzfilm „Last Resort“. 2015 gründete Wagner zusammen mit einer Kollegin die Kinder- und Jugend-Schauspielschule AUSDRUCK(S)STARK! in Aschaffenburg.

## Bundesverband Schauspiel
Des Weiteren engagiert sie sich im Berufsverband der Film- und Fernsehschauspieler und ist dort seit Oktober 2016 Vorstandsmitglied. Im Rahmen dieser Vorstandstätigkeit als stellvertretende 3. Vorsitzende ist sie u. a. für den Bereich Aus- und Weiterbildung und Besetzung zuständig und engagiert sich insbesondere bei der Gründung der Themis-Vertrauensstelle gegen sexuelle Belästigung und Gewalt.

## Filmografie (Auswahl)
- 2007: À la Maison, Regie: Christian Dressler
- 2008: Beste Freundin, Regie: Mark Zak
- 2009: Peperoni für Drei, Regie: Sven Knüppel
- 2010: Alone, Regie: Björn M.S. Theilmann
- 2011: Traumatisiert, Regie: Mathias Hirsch
- 2011, 2013, 2015: SelfMadeShorty, Regie: Simone Wagner
- 2011: Intimität, Regie: Robert Woszczyk
- 2012: Mord unter Franken, Regie: Stefanie Otten
- 2013: Last Resort, Regie: Nadine Petry
- 2014: Systemfehler, Regie: Alexander Beck
- 2014: Rule of Fate, Regie: Sven Harjes
- 2016: Routine, Regie: Alexander Beck
- 2017: Mick, Regie: Svenja Lange
- 2018: Systemabsturz, Regie: Boris Blumenthal
- 2019: Ein Fall für Zwei, ZDF (Einzelfolge)
- 2019: Wenn es regnet. SWR

## Theater

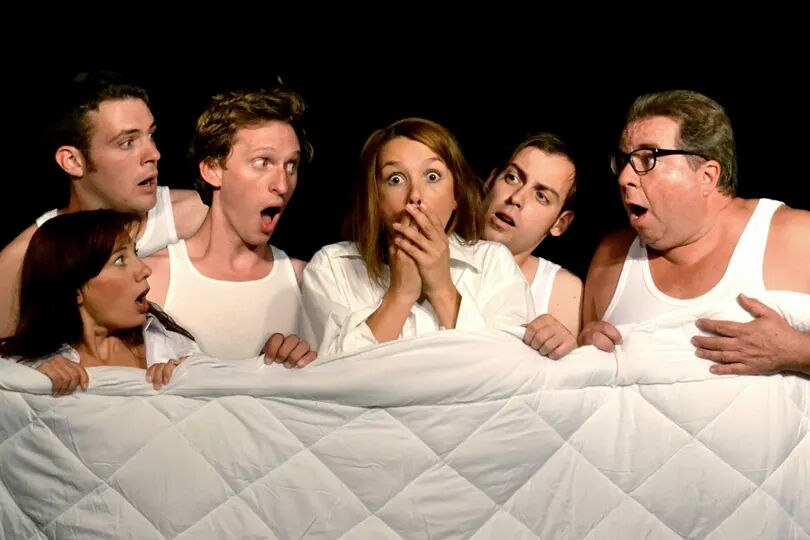
Simone Wagner (1.v.l.) mit dem Ensemble (u. a. Sandra Fleckenstein (Mitte) und Kevin Silvergieter (3.v.l.)) von Dinge, die man nachts nicht sagen sollte

- 2012: Wie geht mer’s dann?/ TIL Dietzenbach/ Regie: Alexander Beck
- 2013: Der Diener zweier Herren/ Hofspiele Bad Homburg/ Regie: Alexander Beck
- 2014: Fräulein Julie/ Stadttheater Aschaffenburg/ Regie: Jürgen Overhoff
- 2014–2019: Dinge die man Nachts nicht sagen sollte/ Posthofkeller Hattersheim/ Regie: A.B.
- 2017: Ein Blick von der Brücke/ Theater Alte Brücke Frankfurt/ Regie: Sabrina Faber

## Auszeichnungen
- 2012: Alone – „The Official Best of Fest Award“ Internationale Auszeichnung für Independent Kurzfilme/ Seattle, USA
- 2014: Nominierung „Beste Schauspielerische Leistung“ im Film „Systemfehler“ im Rahmen des Wettbewerbs „Gorilla 48“ in Frankfurt